# Heiligkreuzkirche (Stadtschwarzach)

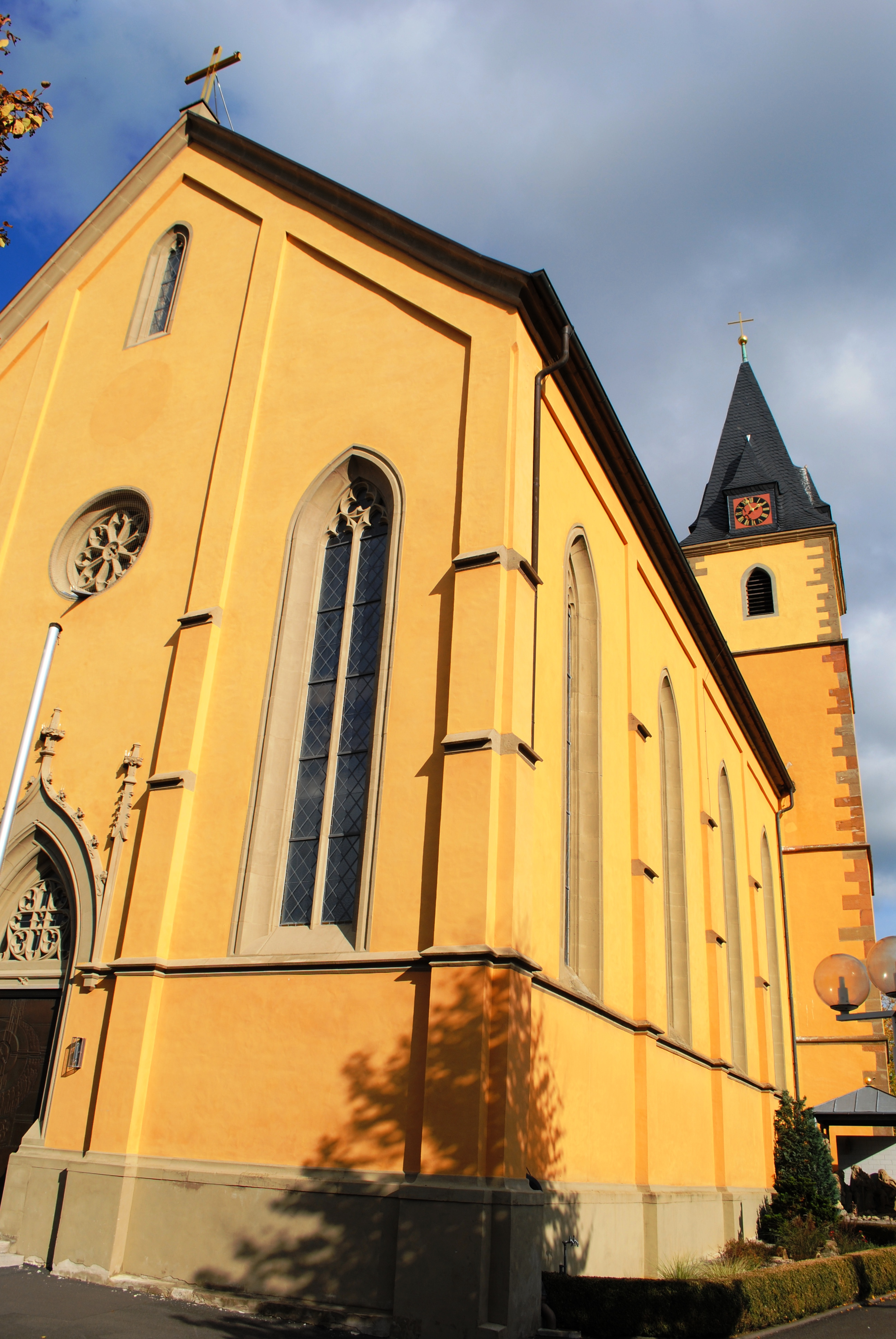
Die Kirche in Stadtschwarzach

Die Heiligkreuzkirche in Stadtschwarzach ist die katholische Pfarrkirche des unterfränkischen Marktes. Sie steht am Rande der ehemaligen Stadt in der Kirchgasse.

## Geschichte
Die Kirche in Stadtschwarzach ist eng mit dem nahegelegenen Kloster Münsterschwarzach verbunden. Erst durch die Wallfahrt im 15. Jahrhundert löste sich die Gemeinde etwas von der Abtei.

### Bis zur Wallfahrt
Eine Kirche in Stadtschwarzach ist seit dem 12. Jahrhundert überliefert. Sie wurde, wie das Dorf selbst, zur Zeit der Staufer aufgegeben und an der heutigen Stelle wieder errichtet. Im 13. Jahrhundert erbaute man eine kleine Kapelle, die zur Pfarrkirche einer Großpfarrei erhoben wurde. Zur Pfarrei gehörten die Orte Münsterschwarzach, Prichsenstadt, Großbirkach, Wiesentheid und Stadelschwarzach. Auch die Filialen Brünnau, Järkendorf, Kleinschönbach, Laub, Abtswind, Kirchschönbach und Reupelsdorf zählten dazu.
Im Jahr 1326 wurde die Pfarrei Stadtschwarzach erstmals urkundlich erwähnt. Bischof Wolfram Wolfskeel von Grumbach bestätigte die Rechte der Münsterschwarzacher Äbte über die Gemeinde in Stadtschwarzach. Bis 1339/1342 übernahmen Mönche aus dem Kloster die Seelsorge in Stadtschwarzach. Auch nachdem Stadtschwarzach einen eigenen Pfarrer besaß, behielten die Äbte aus Münsterschwarzach das Patronatsrecht. Die Großpfarrei wurde allmählich verkleinert. Im Jahr 1354 wurde das Dionysius-Patrozinium der Kirche erstmals erwähnt.
Das 15. Jahrhundert brachte der Gemeinde ein neues Gotteshaus. Grund dafür war die einsetzende Wallfahrt, die durch die bereits in der ersten Hälfte des 14. Jahrhunderts geschaffene gotische Madonna befeuert wurde und Stadtschwarzach Geld für einen Neubau brachte. Im Jahr 1424 wurde der heute noch erhaltene Turm errichtet. Im Jahr 1467, am Sonntag vor der Geburt Mariens, begann die Erneuerung des am 9. Mai 1475 fertiggestellten Chores. Seit dem Jahr 1488 existierte eine Kreuzbruderschaft im Ort, deren Mitglieder aus Würzburger Fürstbischöfen und fränkischen Adeligen bestanden, und die den Wandel vom Dionysiuspatrozinium zum Kreuzpatrozinium förderten.

### Bis heute
Im Jahr 1604 erneuerte Julius Echter von Mespelbrunn den Kirchturm und ließ ein weiteres, viertes Geschoss anbringen. Die Wallfahrt war in den Wirren des Dreißigjährigen Krieges erloschen. 1703 begann der Abt Augustin Voit mit der berocken Umgestaltung die heute noch erhaltenen Ausstattung.
1866 trug man das baufällig gewordene Langhaus ab und errichtete es bis zum 9. Mai 1875 neu. Der Würzburger Bischof Johann Valentin von Reißmann weihte das Gebäude.
Im Jahr 1960 renovierte man die Kirche umfassend, dabei wurde die neugotische Ausstattung im Inneren wieder entfernt. Die letzte Erneuerung fand in den Jahren 2009–2011 statt. Das Bayerische Landesamt für Denkmalpflege ordnet das Kirchengebäude als Baudenkmal unter der Nummer D-6-75-165-48 ein.

## Architektur

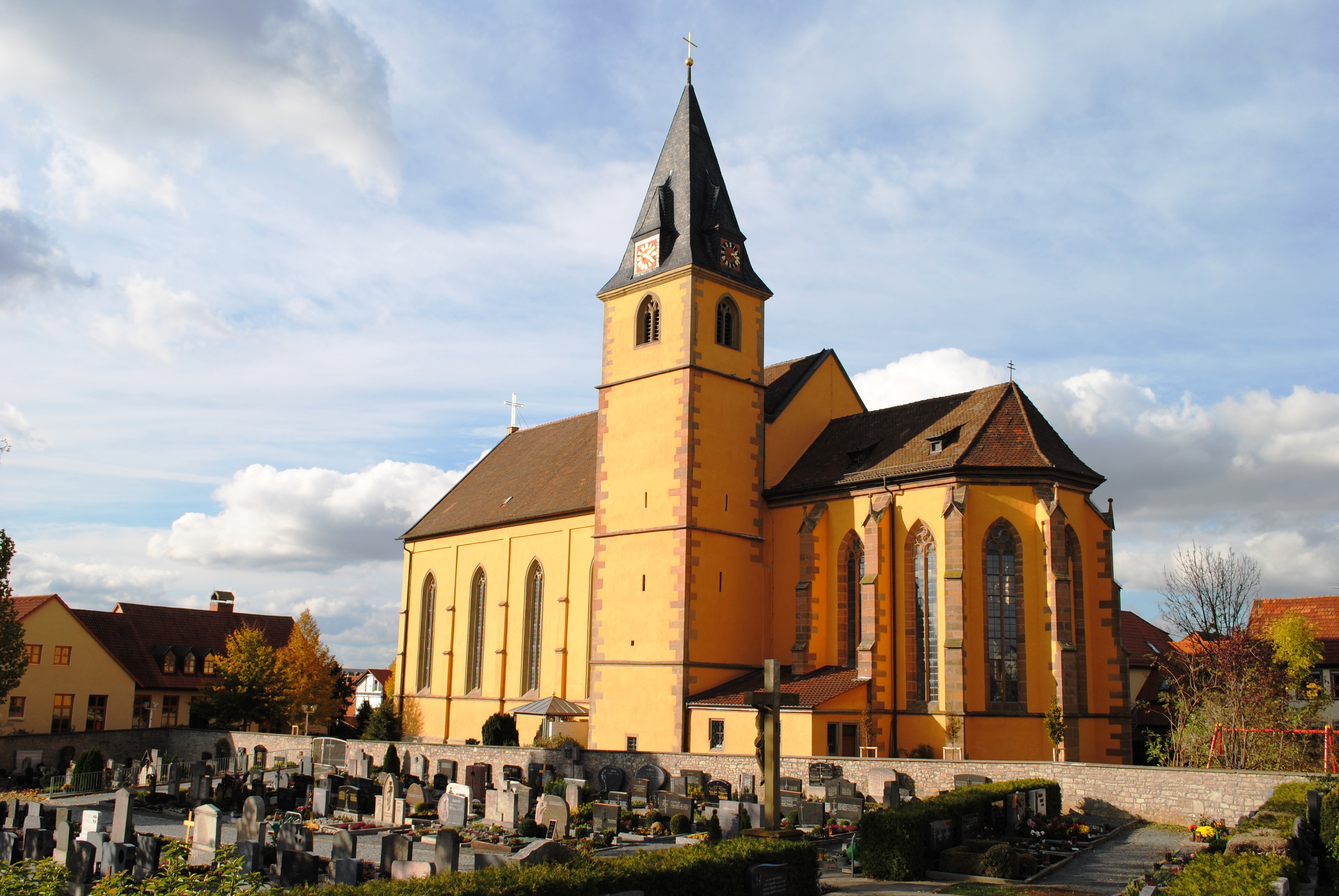
Die Südseite der Kirche

Der Saalbau besitzt einen eingezogenen, gotischen Chor. Der Turm schließt sich im Süden ans Langhaus an. Das Gotteshaus ist geostet und wurde in heutiger Zeit in gelber Farbe gefasst.

### Langhaus und Chor
Das neugotische Langhaus aus dem 19. Jahrhundert weist vier Fensterachsen im Süden und Norden auf. Lisenen gliedern das Gebäude in die einzelnen Joche. Die Fenster sind rundbogig, einbahnig und schließen oben mit Maßwerk ab. Auf der Südseite sind die Fenster durch den sich anschließenden Turm gedrängter angebracht. Im Norden unterbricht ein von einem Ochsenauge überragtes fialenbekröntes Seitenportal das Langhaus zentral.
Auch die Fassade im Westen weist ein zentrales Portal auf. Es ist durch einen Maßwerkgiebel und vier Fialenreich reich gegliedert. Auch hier wird die Lisenengliederung fortgeführt. Das Portal wird von zwei Rundbogenfenstern umgeben, die mit ihrem Maßwerk den restlichen Fenstern des Langhauses gleichen. Ein Ochsenauge mit Maßwerk erhebt sich über dem Portal, darüber wurde ein kleines rundbogiges Fenster als Oberlicht angebracht. Ein Kreuz wurde auf dem Dachfirst des Satteldachs errichtet.
Der Chor im Osten ist gotischen Ursprungs. Er wird von einem Walmdach mit zwei Dachgauben auf jeder Seite bekrönt. Im Süden wurde nachträglich die eingeschossige Sakristei angebaut, während der Rest des Chores noch unverändert steht. Einbahnige Fenster mit Maßwerk gliedern ihn. Sie werden durch abgestufte Strebepfeiler unterbrochen. Auf der Nordseite ist der Grundstein folgender Inschrift erhalten: „Anno domini MCCCC/ LXVII dominica ante festum/ nativitatis beatae M/ riae virginis incepta/ est haec structura.“ (lat. Im Jahre des Herrn 1467 am Sonntag vor dem Fest der Geburt der seligen Jungfrau M ist dieser Bau begonnen worden).

### Turm
Der 1424 entstandene Kirchturm südlich des Langhauses ist der älteste Teil der Kirche. 1614 setzte man ein ihm weiteres Geschoss und einen sogenannten Echter-Spitzhelm auf. Dieser fiel im Jahr 1940 einem Sturm zu Opfer und wurde durch den heutigen Turmhelm ersetzt. Der Turm besitzt vier Geschosse und enthält im Obergeschoss die Glockenstube.
Gesimse gliedern den Turm und trennen die Geschosse auch nach außen voneinander ab. Ein Portal im Süden führt ins Innere. Während die unteren drei Geschosse lediglich durch Schlitzfenster markiert sind, weist das oberste Geschoss Rundbogenfenster auf. Vier von ihnen, eines auf jeder Seite, gliedern das Turmobergeschoss. Sie sind einbahnig und schließen oben mit Maßwerk ab. Der Turmhelm besteht aus einer vierseitigen Pyramidenhaube, in die aufgestellte Giebel eingearbeitet wurden. Vier Glocken befinden sich unterhalb dieser Giebel.

## Ausstattung

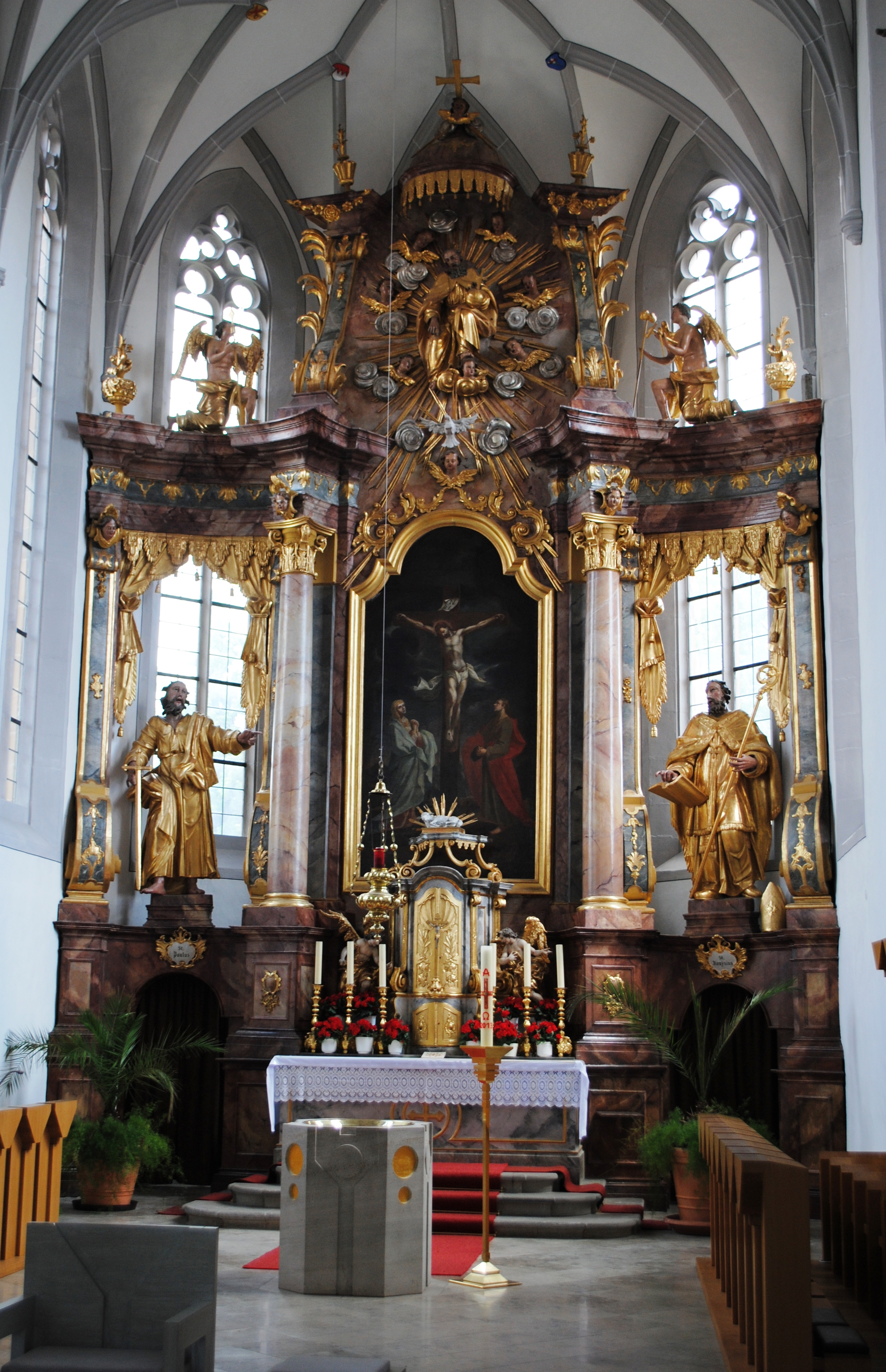
Der Hochaltar der Kirche

Die Innenausstattung der Kirche ist heute von der barocken Umgestaltung zu Beginn des 18. Jahrhunderts geprägt. Lediglich die Madonnenfigur, die für die Wallfahrt nach Stadtschwarzach verantwortlich war, ist älteren Datums.

### Hochaltar
Der Hochaltar kam während der barocken Umgestaltung durch Abt Augustin Voit im Jahr 1703 in die Kirche.  Der Tabernakel ist dagegen das letzte Element in der Kirche, das noch der Neugotik zuzuordnen ist und aus der Zeit um 1900 stammt. Er besteht aus zwei Einzel-Tabernakeln und wird von zwei betenden Engeln eingerahmt. Während auf dem oberen, größeren Tabernakel der Gekreuzigte zu sehen ist, wird das untere lediglich von schlichten Goldtüren begrenzt. Ein Lamm Gottes bekrönt den Tabernakel und leitet zum Altarretabel über.
Hierbei handelt es sich um einen zweisäuligen Aufbau. Dennoch nimmt das Retabel die gesamte Ostseite des Chores ein. Schuld hieran haben die ausladenden Anbauten, die mit ihren zurückgezogenen Vorhängen an Bühnen erinnern und durch Pilaster abgeschlossen sind. Zwei Durchgänge wurden auf beiden Seiten angebracht. Über ihnen erheben sich die überlebensgroßen Figuren der Heiligen Paulus (links) und Dionysius (rechts). Sie sind durch reich verzierte Namensschilder beschriftet.
Zentral wird der Altar vom Altarblatt beherrscht. Es handelt sich um eine barocke Arbeit, die die Kreuzigung zeigt. Die dunklen Farben bilden einen Kontrast zu dem in Marmor und Gold gehaltenen Retabel. Ein Gesims darüber beherbergt zwei betende Engelsfiguren. Zwei Vasen schließen diese Aufbauten links und rechts ab. Der Altarauszug beginnt dagegen direkt über dem Blatt. Eine Taube, Symbol des Heiligen Geistes, leitet zu einer Figur Gottvaters über. Er befindet sich in einer Wolkengloriole, ein Puttenchor umringt ihn. Der Altar schließt nach oben mit einem Puttenkopf und einem Kreuz ab.

### Seitenaltäre
Zwei Seitenaltäre befinden sich in der Kirche. Sie wurden rechts und links des Chorbogens angebracht und entstanden ebenfalls während der Erneuerungen zu Beginn des 18. Jahrhunderts. Beide Altäre ähneln sich in ihrem allgemeinen Aufbau. Zwei Säulen umgeben das Altarblatt, sie sind rund. Die Retabel beider Altäre werden von zwei Figuren eingerahmt, die sich außerhalb der eigentlichen Aufbauten auf Konsolen befinden. Ein gesprengter Giebel leitet zum Auszug über, der von Engelsfiguren beherrscht wird. Während die zentralen Engel lediglich Fruchtornament in ihren Händen halten, befinden sich links und rechts von ihnen weitere Figuren mit Attributen.
Auf der rechten Seite erkennt man den sogenannten Dreikönigsaltar. Er ist nach einem Bild benannt, das 1687 von Oswald Onghers geschaffen wurde, und die Anbetung der Heiligen Drei Könige zeigt. Die Figuren auf den Konsolen stellen links die heilige Anna und rechts den heiligen Joachim dar. Ein Spruchmedaillon leitet zum Auszug über. Die Inschrift lautet: „Procidentes adoraverunt eum“ (lat. Die Gefallenen haben ihn angebetet). Die Engel des Auszugs haben eine Geißelsäule und das Kreuz mit der Dornenkrone als Attribute.
Der linke Altar ist als Marienaltar der Mutter Gottes geweiht. Sein zentrales Blatt zeigt die Krönung Mariens. Umgeben ist es von den Figuren der heiligen Helena auf der rechten Seite und dem heiligen Andreas auf der linken. Statt einer Inschrift leiten die sieben Schwerter, die das Herz Mariens durchbohren, zum Aufzug über. Hier halten die Engel auf der linken Seite eine Leiter nach oben, während rechts zwei Speere zu sehen sind. Ein Medaillon mit den Initialen Marias schließt den Altar ab.

### Gotische Madonna

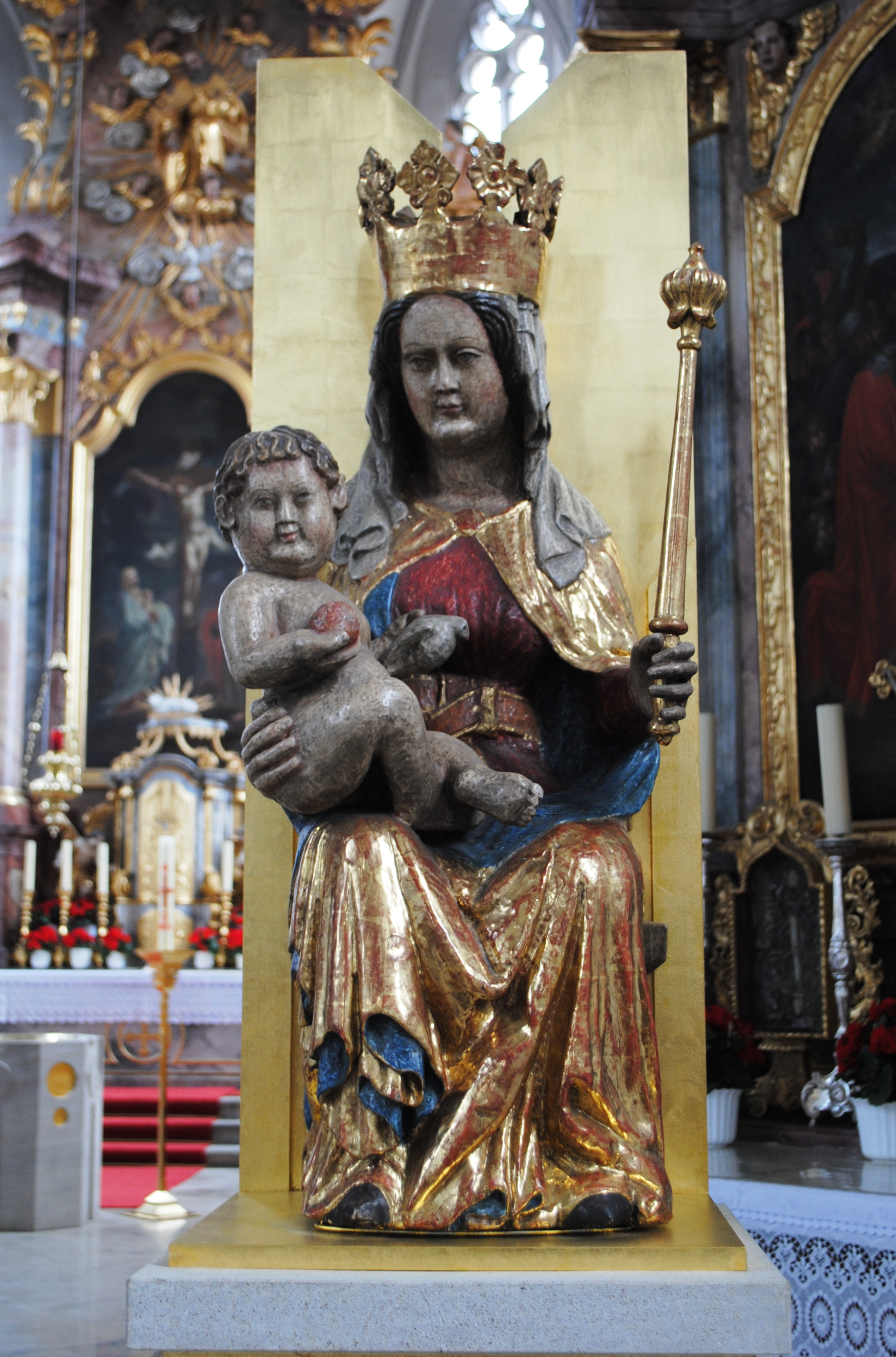
Die gotische Madonna

Das älteste erhaltene Stück der Kirche ist die spätgotische Madonna. Sie entstand wohl bereits in der ersten Hälfte des 14. Jahrhunderts. Ab dem Jahr 1465 war sie als wundertätig bekannt und förderte so die Wallfahrt nach Stadtschwarzach. Ihren ursprünglichen Platz hatte die Figur in einem Glaskasten im hinteren Teil der Kirche. Erst mit der Renovierung im Jahr 2010 erhielt sie ihren heutigen Platz auf einer modernen Umrahmung vor dem Chor.
Ursprünglich war die Figur, wie die Gnadenmadonna in Dimbach, bekleidet. Heute präsentiert sie sich als schlichte Holzfigur der sitzenden Gottesmutter. Sie hält links ein beleibtes nacktes Christuskind mit einem Apfel auf dem Arm, während links ein goldenes Zepter angebracht wurde. Ein rotes Gewand ist mit einem goldenen Mantel bedeckt, der innen eine blaue Färbung aufweist und reiche Falten schlägt. Marias Gesicht wendet sich Jesus zu, eine Krone schließt die Figur nach oben hin ab.

### Orgel und Empore

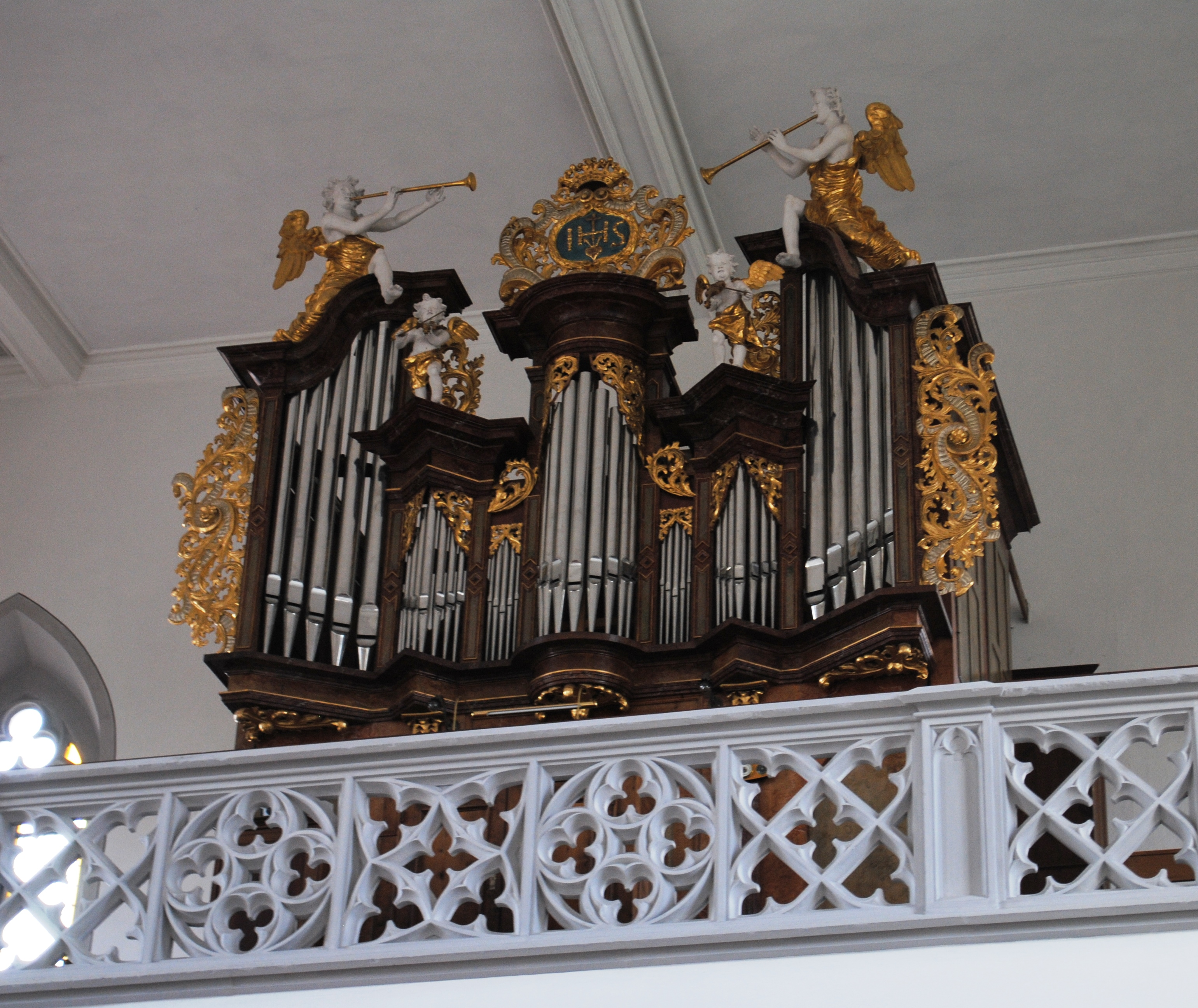
Orgel

Im Westen der Kirche erhebt sich oberhalb des Portals eine Empore. Sie ist mit einer schlichten Maßwerkbrüstung verziert. Es wird von vier Engelsfiguren mit Instrumenten beherrscht und ist von Ornamenten umgeben. Ein Medaillon mit den Initialen IHS befindet sich auf der Orgel. Ein ausladendes Gesims leitet zu zum Gehäuse der Orgel über.
Die Orgel wurde 1723 von Johann Adam Brandenstein erbaut. 1909 baute Willibald Siemann ein neues Werk in das historische Gehäuse ein. Es umfasst 22 Register, die auf zwei Manuale und Pedal verteilt sind.

### Glocken
Das Geläut der Heiligkreuzkirche in Stadtschwarzach besteht aus vier Glocken. Sie kamen zu völlig unterschiedlichen Zeiten in das Kircheninnere. Eine Besonderheit ist, dass keine Glocke während des Zweiten Weltkrieges eingeschmolzen wurde. Die älteste der Glocken kam bereits im Jahr 1483 in die Kirche, die jüngsten entstammen dem Jahr 1922.
| Glockengießer      | Gussjahr | Grundton | Durchmesser in Zentimeter | Gewicht in Kilogramm | Anmerkungen                                |
| ------------------ | -------- | -------- | ------------------------- | -------------------- | ------------------------------------------ |
| Fa. Ulrich, Apolda | 1922     | as‘      | 119                       | 700                  |                                            |
| Johann Adam Roth   | 1583     | f‘       | 108                       | 850                  | Aus der Klosterkirche in Münsterschwarzach |
| Fa. Ulrich, Apolda | 1922     | b‘       | 108                       | 450                  |                                            |
| Albert Eulensund   | 1453     | es‘‘     | 76,5                      | 270                  |                                            |

### Weitere Ausstattung
Zwei weitere Ausstattungselemente der Kirche wurden in die linke Langhauswand eingelassen und haben den Umbau der Kirche im 19. Jahrhundert überdauert. Es handelt sich zum einen um die Inschrift der Kirchenrenovierung durch Julius Echter, nachträglich zum vierzigjährigen Regierungsjubiläum angebracht im Jahre 1614: „Bischoff Julius im Regiment / Löblich das vierzigst Jhar vollent / Bringt wi(e)der die Religion / und mit hülff seiner underthan / Kirch(e) Pfar(r-) Schulhaus fast neu vol(l)fi(h)rt / Auch Thu(rm) und Mau(e)r Restitu(ie)rt / Der vorsorg(e) volg du trewe herdt / damits von Gott gesegnet werdt / 1614“. Die Tafel ist mit seinem Wappen bekrönt und wird von zwei Engelsköpfen eingerahmt, weitere oben und unten. 
Weiterhin ist an der nördlichen Langhauswand ein Epitaph angebracht für Maria Susanna Staudenhecht, die im Jahr 1662 starb. Sie war die Ehefrau von Philipp Christoph Erbermann von Bibelheim, dem vom Grafen von Castell das freiadelige Gut Etzhausen zu Lehen gegeben worden war. 
Zwei Heiligenfiguren sind, ähnlich den Assistenzfiguren der Seitenaltäre, auf Konsolen angebracht. Es handelt sich um Josef mit dem Kind und den heiligen Sebastian. Auch sie können der barocken Kirchenerneuerung zugerechnet werden. Zwei weitere Figuren kamen erst im 20. Jahrhundert nach Stadtschwarzach. Es handelt sich um eine Pietà aus dem Jahr 1910, die sich heute oberhalb des Westportals befindet, und den heiligen Konrad von Parzham aus dem Jahr 1938. Beide Figuren wurden von Ludwig Sonnleitner geschaffen.
Des Weiteren befinden sich 16 Stationen eines Kreuzwegs des 19. Jahrhunderts im Langhaus. Sie sind eine Dauerleihgabe der Kirchenstiftung Kleinochsenfurt an die Gemeinde Stadtschwarzach und zitieren den Nazarenerstil. Mit der Renovierung der Jahre 2009–2011 kamen ein neuer Ambo und ein Taufstein sowie ein Volksaltar in das Gotteshaus. Sie sind Entwürfen von Jürgen Lenssen entliehen.

## Pfarrer (Auswahl)
Seit 1278 wurden die Namen der Geistlichen der Heiligkreuzkirche schriftlich überliefert. Während des Dreißigjährigen Krieges übernahmen die Mönche der Abtei Münsterschwarzach die Seelsorge in der eng an das Kloster angelehnten Abtei. Auch in der Folgezeit sprangen immer wieder Patres von Münsterschwarzach als Pfarrer ein. 
| Nicolaus Kraft                                                  | gen. 1278 | erster, urkundlich erwähnter Geistlicher der Kirche                  |
| Nikolaus N.                                                     | gen. 1428 |                                                                      |
| Matthäus Modulus                                                | gen. 1610 | * in Mellrichstadt                                                   |
| 1635–1689 Mönche aus Münsterschwarzach übernehmen die Seelsorge |           |                                                                      |
| 1706–1712 Mönche aus Münsterschwarzach übernehmen die Seelsorge |           |                                                                      |
| Januarius Walter                                                | 1803–1809 | erster Priester nach der Säkularisation, Mönch aus Münsterschwarzach |
| Christoph Edmund Mainhard                                       | 1809–     | Franziskaner                                                         |
| Philipp Viktor Reinhard                                         | unklar    | Kapuziner                                                            |
| Appolonarius Weber                                              | –1818     | Franziskaner in Dettelbach                                           |
| Eustach Remlein                                                 | 1818–1823 | Zisterzienser aus Bildhausen                                         |
| Aloys Schäfer                                                   | 1823–1831 | aus Münsterschwarzach, † 6. März 1853 in Dettelbach                  |
| 1831–1951 Weltgeistliche, darunter 1866 Johann Werthmann        |           |                                                                      |
| Heinrich Bleimann                                               | 1951–     | aus Kloster Münsterschwarzach                                        |
| Wolfram Fehn                                                    | –1999     | aus Kloster Münsterschwarzach                                        |